# Districtul Trebišov

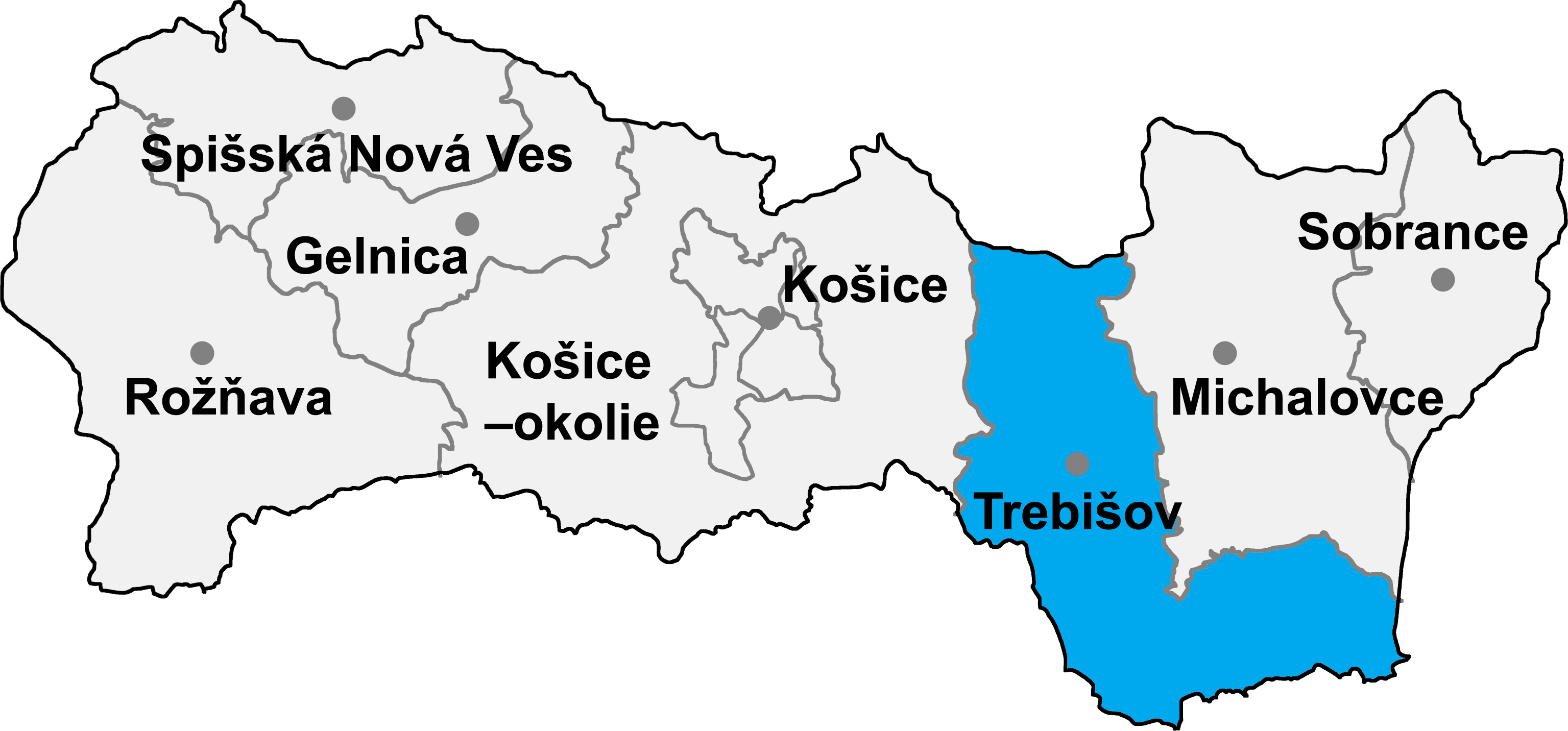
Districtul Trebišov

Districtul Trebišov (okres Trebišov) este un district în Slovacia estică, în Regiunea Košice.

## Demografie
| An:                | 1994    | 2004    | 2014    | 2024    |
| ------------------ | ------- | ------- | ------- | ------- |
| Număr de persoane: | 101.369 | 104.460 | 105.995 | 102.907 |
| Diferență:         |         | +3,04%  | +1,46%  | −2,91%  |

| An:                | 2023    | 2024    |
| ------------------ | ------- | ------- |
| Număr de persoane: | 103.002 | 102.907 |
| Diferență:         |         | −0,09%  |

## Comune
- Bačka
- Bačkov
- Bara
- Biel
- Boľ
- Borša
- Boťany
- Brehov
- Brezina
- Byšta
- Cejkov
- Čeľovce
- Čerhov
- Černochov
- Čierna
- Čierna nad Tisou
- Dargov
- Dobrá
- Dvorianky
- Egreš
- Hraň
- Hrčeľ
- Hriadky
- Kašov
- Kazimír
- Klin nad Bodrogom
- Kožuchov
- Kráľovský Chlmec
- Kravany
- Kuzmice
- Kysta
- Ladmovce
- Lastovce
- Leles
- Luhyňa
- Malá Tŕňa
- Malé Ozorovce
- Malé Trakany
- Malý Horeš
- Malý Kamenec
- Michaľany
- Nižný Žipov
- Novosad
- Nový Ruskov
- Parchovany
- Plechotice
- Poľany
- Pribeník
- Rad
- Sečovce
- Sirník
- Slivník
- Slovenské Nové Mesto
- Soľnička
- Somotor
- Stanča
- Stankovce
- Strážne
- Streda nad Bodrogom
- Svätá Mária
- Svätuše
- Svinice
- Trebišov
- Trnávka
- Veľaty
- Veľká Tŕňa
- Veľké Ozorovce
- Veľké Trakany
- Veľký Horeš
- Veľký Kamenec
- Viničky
- Višňov
- Vojčice
- Vojka
- Zatín
- Zbehňov
- Zemplín
- Zemplínska Nová Ves
- Zemplínska Teplica
- Zemplínske Hradište
- Zemplínske Jastrabie
- Zemplínsky Branč